# HD 164270
HD 164270 (V4072 Sagittarii / WR 103 / HIP 88287 / SAO 209609) és un estel a la constel·lació del Sagitari, situat 2,5º al sud de Nash (γ² Sagittarii). S'hi troba a una distància aproximada de 1900 parsecs —6200 anys llum— del sistema Solar.
De magnitud aparent +8,82, HD 164270 és una estrella de Wolf-Rayet de carboni de tipus espectral WC9. Com és característic d'aquesta classe d'estels, té una temperatura efectiva elevada —de 48.000 K—, i és extraordinàriament lluminós, 79.400 vegades més que el Sol. Els estels de Wolf-Rayet representen la fase final d'estels molt massius —amb masses inicials superiors a 25 masses solars— en avançats estats de nucleosíntesi abans del col·lapse del seu nucli com a supernova.
La massa actual d'HD 164270 és sis vegades major que la del Sol, com a conseqüència d'una important pèrdua de massa associada a un fort vent estel·lar; HD 164270 perd una cent milésima part de la massa solar cada any. L'estel s'hi troba envoltat per una coberta de pols, encara que aquesta és prou fina perquè les línies espectrals del vent estel·lar puguen ser observades en l'infraroig mitjà. La relació entre els continguts de carboni i heli en HD 164270 és similar a la trobada en estels de Wolf-Rayet de tipus espectrals més primerencs, malgrat la seva temperatura comparativament menor.